# エレキング (漫画)
『エレキング』は、大橋ツヨシによる日本の4コマ漫画。講談社『モーニング』で2011年40号まで連載。単行本はワイドKCモーニング（講談社）にて第15巻まで発刊された。

## 概要
薬売りの「おいさん」をはじめとする個性的なキャラクターが、日常生活でシュールな笑いを醸し出す4コマ漫画。
3ページ分の4コマ漫画という決して長いものではないが、登場キャラ数は毎週のように追加され280人を超えている。そのため、公式サイトの登場キャラ名鑑は毎週の更新となり担当者が頭を抱えるほどである。タイトルは作者が好きなカーネーションのアルバムタイトル『エレキング』に由来する。
1巻から15巻（最終巻）までの登場人物の総数は延べ395人。

## 主な登場人物
おいさん
このマンガの主人公。錠単位で薬を売り歩く無店舗の薬屋さん。無表情で何事にも動じない。冷静で大人の品格を持つ。
41歳学生
第1回から登場。41歳だが学生服を着用している。浪人生なのかは不明だが、フリーターで生活している。
赤さん
第3回から登場。赤ちゃんの格好をしているが年齢的に赤ちゃんではない。敬意を込めて「さん」付けで呼ばれている。「赤」は姓。
弥生（やよい）さん
メイド喫茶をリストラされ41歳学生のバイト先の工事現場で働いている。
「動きやすい」という理由から工事現場なのに制服は作業服ではなくメイド服である。
3月生まれ。
ラーメン屋あるじ
第5回から登場。ラーメン屋「あきれす軒」の主人。目覚めた時から、眠る寸前までハイテンションを保っている。
「あきれす軒」は、大橋ツヨシの別作品「かいしゃいんのメロディー」でも登場する店の名前で、時折ゲストキャラクターが来店している。
猫氏
第14回から登場。常に猫の着ぐるみを着用している。
監督
第80回から登場。41歳学生のバイト先であった工事現場の監督。口元や後頭部を見る限りニワトリに似ているが正体は不明。
監督にそっくりな看護婦も登場するが関連性は不明。
皆から慕われてはいるが尊敬はされていない。
ねこのほう（のおいさん）
第82回から登場。おいさんのひげと似たチョビひげのような模様がある猫。41歳学生が何かを食べようとすると狙い、部屋にクーラーやコタツを設置するといつの間にかにいる神出鬼没の存在。おいさんとの関係は不明。
眠れぬお母さん
第102回から登場。夜に眠れない結婚生活20年の主婦。本当は昼寝をしているから眠れない。
眠れるお父さん
第102回から登場。眠れぬお母さんの夫でありツッコミ役。初登場から早くもヅラであることをばらされてしまった。
ジュリー
第117回から登場。正義感が強すぎるあまりに疑い深く、少し妄想しがちな警官。
警官というキャラクターは他にも何人かいるが、メガネに黒髪、帽子を浅めに被るという特徴で書き分けている模様。
ゆらし屋（ユーラシア夫妻）
第137回から登場。二人して木をゆすって花粉を飛ばす。花粉症の流行る時期にゆらす、迷惑極まりない夫婦。ユー助という子供もいる。原作では春先のみに出るがアニメではレギュラー。
出題君
第166回から登場。回答君との会話は「問題」で始まるが、内容は不条理な出題であったり問題提起だったりする。
回答君
第166回から登場。出題君の「問題」に回答するというより、「問題」にツッコミをする役。
よしお
第420回から登場。ティチーヤの突っ込みを入れる。少し不良っぽい格好をしている。
ティチーャ
第420回から登場。教師でよしおの担任。なぜかしゃべる言葉が「バームクーヘン→バムークヘーン」と位置がおかしくなってしまう。人としゃべっている時に出前を頼んだり娘に電話したりする。

## テレビアニメ
2007年11月10日より、KIDS STATIONにて「エレキング the Animation」が放送された（全13話）。

### キャスト
- おいさん - 八奈見乗児
- 41歳学生 - 屋良有作
- 赤さん、猫氏、ユーラシア夫 - 高木渉
- 眠れぬお母さん、大家さん - 片岡富枝
- 眠れるお父さん、回答君、監督 - 稲葉実
- ネコのほうのおいさん、出題君、ユーラシア妻 - 愛河里花子

### スタッフ
- 原作 - 大橋ツヨシ（講談社「モーニング」連載）
- 監督 - 吉田健次郎
- CG監督 - 村井昌平
- 音響監督 - 浦上靖夫
- 音響製作 - AUDIO PLANNING U
- 音楽 - 定成クンゴ
- 音響効果 - 庄司雅弘
- CG製作 - 戸田泰之、谷口樹里
- 制作 - 瑞鷹
- 製作 -  「エレキング」Partners

### 各話リスト
| 話数 | サブタイトル            | 放送日          |    | 話数                       | サブタイトル  | 放送日 |
| ---- | ----------------------- | --------------- | -- | -------------------------- | ------------- | ------ |
| 1    | 出会いは突然にの巻      | 2007年 11月10日 | 8  | ゆらし屋さんとハチの巣の巻 | 2008年 1月5日 |        |
| 1    | 太郎が50mの穴に         | 2007年 11月10日 | 8  | 手を上げろ                 | 2008年 1月5日 |        |
| 1    | 肉まんのあらそいの巻    | 2007年 11月10日 | 8  | 肉ひげがかゆいのっ! の巻   | 2008年 1月5日 |        |
| 2    | おばちゃん耳元で…の巻   | 11月17日        | 9  | 今日のクッキング!? の巻    | 1月12日       |        |
| 2    | おじいさんが百キロ      | 11月17日        | 9  | A君はナスを持って          | 1月12日       |        |
| 2    | 赤さんのバイト探しの巻  | 11月17日        | 9  | 猫氏vs,蚊の巻              | 1月12日       |        |
| 3    | ランチタイムで…の巻     | 11月24日        | 10 | ただいま自主トレ中の巻     | 1月19日       |        |
| 3    | 遺伝子組み換え…         | 11月24日        | 10 | A君がB君をつれて           | 1月19日       |        |
| 3    | ダンナの星座? の巻      | 11月24日        | 10 | いらっしゃい…ませ!? の巻   | 1月19日       |        |
| 4    | ゆらし屋さんの本領の巻  | 12月1日         | 11 | 視力検査に行こう! の巻     | 1月26日       |        |
| 4    | ピザピザピザ            | 12月1日         | 11 | 一郎は二郎のことを         | 1月26日       |        |
| 4    | 中華定食あきれす軒の巻  | 12月1日         | 11 | 監督だって視力検査の巻     | 1月26日       |        |
| 5    | ホットミルクでの巻      | 12月8日         | 12 | そっとしておいて…の巻      | 2月2日        |        |
| 5    | 玉子とじうどん          | 12月8日         | 12 | 太郎さんがお酒を…          | 2月2日        |        |
| 5    | 昼間のおばちゃんの巻    | 12月8日         | 12 | 深夜の玉子ごはんの巻       | 2月2日        |        |
| 6    | 木の上のボールの巻      | 12月15日        | 13 | 消えた薬箱（前編）の巻     | 2月9日        |        |
| 6    | Bさん夫婦に子供が       | 12月15日        | 13 | お手伝いさんが…            | 2月9日        |        |
| 6    | 眠れぬ公園の美女!? の巻 | 12月15日        | 13 | 消えた薬箱（後編）の巻     | 2月9日        |        |
| 7    | いい湯だな! の巻        | 12月22日        | -  | -                          | -             |        |
| 7    | お年玉を300万           | 12月22日        | -  | -                          | -             |        |
| 7    | 猫のほうとサンマの巻    | 12月22日        | -  | -                          | -             |        |